# NGC 239
NGC 239 je galaksija u zviježđu Kit.

## Vanjske poveznice
- SEDS: NGC 0239